# Michèle de Vaucouleurs
Pour les articles homonymes, voir Vaucouleurs.
 (décembre 2021).
Si vous disposez d'ouvrages ou d'articles de référence ou si vous connaissez des sites web de qualité traitant du thème abordé ici, merci de compléter l'article en donnant les références utiles à sa vérifiabilité et en les liant à la section « Notes et références ».
Michèle de Vaucouleurs, est née le 12 février 1964 à Albertville en Savoie. Membre du MoDem depuis 2007, elle est députée de la septième circonscription des Yvelines de 2017 à 2022.

## Biographie

### Formation
En 2003, elle obtient un diplôme universitaire de Second Cycle : « Gestion des organismes de l’économie sociale », option développement local urbain à l'université Paris X de Nanterre. 

### Parcours professionnel
De 1990 à 1998, elle est gestionnaire SOVAC entreprises. En 2001 et jusqu'en 2002, elle est gestionnaire Total Fina Elf.
De 2004 à 2008, elle est chargée de mission pour l'association la Mie de Pain. De 2008 à 2017, elle est conseillère en insertion pour l'association intermédiaire Ami Services boucles de Seine. 

### Parcours politique
De 2008 à 2009, Michèle de Vaucouleurs est adjointe au maire de la ville de Poissy, déléguée au transport, voirie et circulation. De 2010 à 2014, elle est conseillère municipale à Poissy.
En 2014 et jusqu'en novembre 2017, elle est adjointe au maire de la ville de Poissy déléguée à la vie des quartiers. Sur cette même période, elle est également conseillère de la communauté urbaine Grand Paris Seine et Oise. En 2015, elle est conseillère départementale suppléante du canton de Poissy.
En 2017, Michèle de Vaucouleurs est élue députée de la septième circonscription des Yvelines et quitte ses fonctions d'adjointe au maire de la ville de Poissy. À l’Assemblée nationale, elle rejoint le Groupe Mouvement démocrate et démocrates apparentés.